# Adolf Eduard Lüderitz
Franz Adolf Eduard Lüderitz (16 de julho de 1834 – final de outubro de 1886) foi um comerciante alemão e fundador do Sudoeste Africano Alemão, a primeira colônia do Império Alemão. A cidade costeira de Lüderitz, localizada na Região de ǁKaras, no sul da Namíbia, leva seu nome.

## Primeiros anos
Lüderitz nasceu em 16 de julho de 1834 na cidade-estado alemã de Bremen, filho do comerciante de tabaco Adolf Lüderitz e de sua esposa Wilhelmine. Ele tinha um irmão mais novo que mais tarde se tornou seu assistente. Após se formar na escola, Lüderitz frequentou a Handelsschule (Ginásio Comercial) em Bremen e depois trabalhou como estagiário na empresa do pai.
Entre 1854 e 1859, viajou entre bolsas de tabaco na América do Norte. Trabalhou no México, mas o negócio logo faliu. Depois, comprou uma fazenda de tabaco, que foi destruída pouco depois durante a Guerra da Reforma. Falido, retornou à Alemanha em 1859 e passou a trabalhar no negócio do pai. Seu casamento em 1866 com Emilie Louise (nascida em 1836) tornou-o financeiramente independente. O casal teve três filhos. Quando seu pai morreu em 1878, Lüderitz assumiu o controle da empresa de tabaco.

## Sudoeste Africano
Em 1881, Lüderitz estabeleceu uma fábrica em Lagos na África Ocidental Britânica, mas o empreendimento fracassou. Ainda interessado em se estabelecer na África, ele e o também comerciante de Bremen Heinrich Vogelsang (1862–1914) decidiram fundar uma colônia alemã no Sudoeste Africano, então ainda não reivindicado por nenhuma potência colonial. A intenção era oferecer uma alternativa aos colonos alemães que, à época, deixavam seu país natal em massa rumo à América do Norte, onde já não estavam mais sob influência alemã.
Em maio de 1883, Lüderitz comprou a ancoragem em Angra Pequena e 5
 milhas (8 quilômetros) ao redor dela do Capitão Josef Frederiks II de Bethanie, por £100 em ouro e 200 rifles. Três meses depois, em 25 de agosto, Frederiks vendeu a Lüderitz uma faixa de terra de 140 quilômetros (87 mi) de largura, entre o Rio Orange e Angra Pequena, por £500 e 60 rifles. Lüderitz chamou o conjunto de suas aquisições de terras no Sudoeste Africano de Lüderitzland.

O contrato entre Fredericks e Lüderitz e um mapa da terra vendida
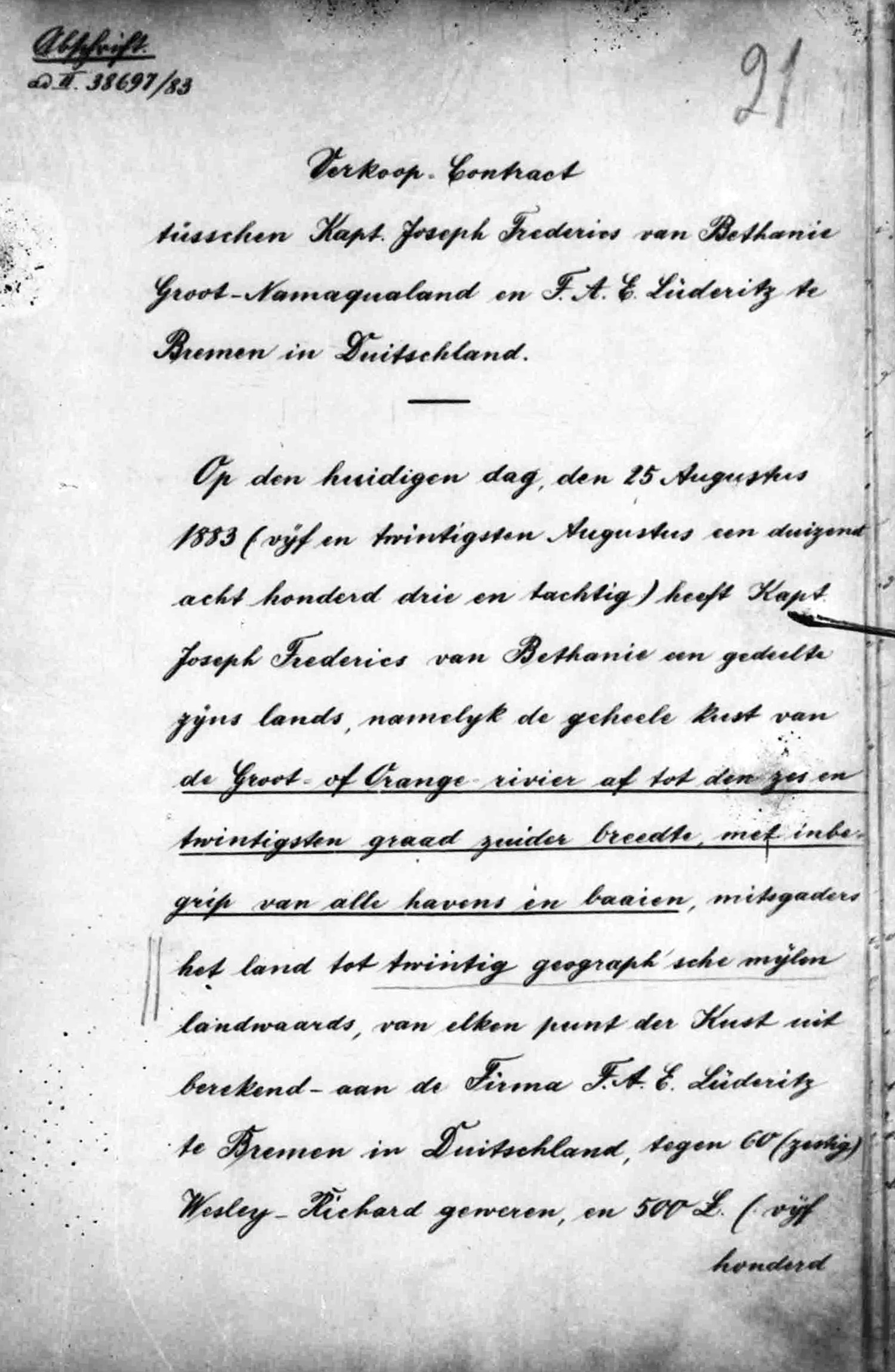
Página 1 do contrato
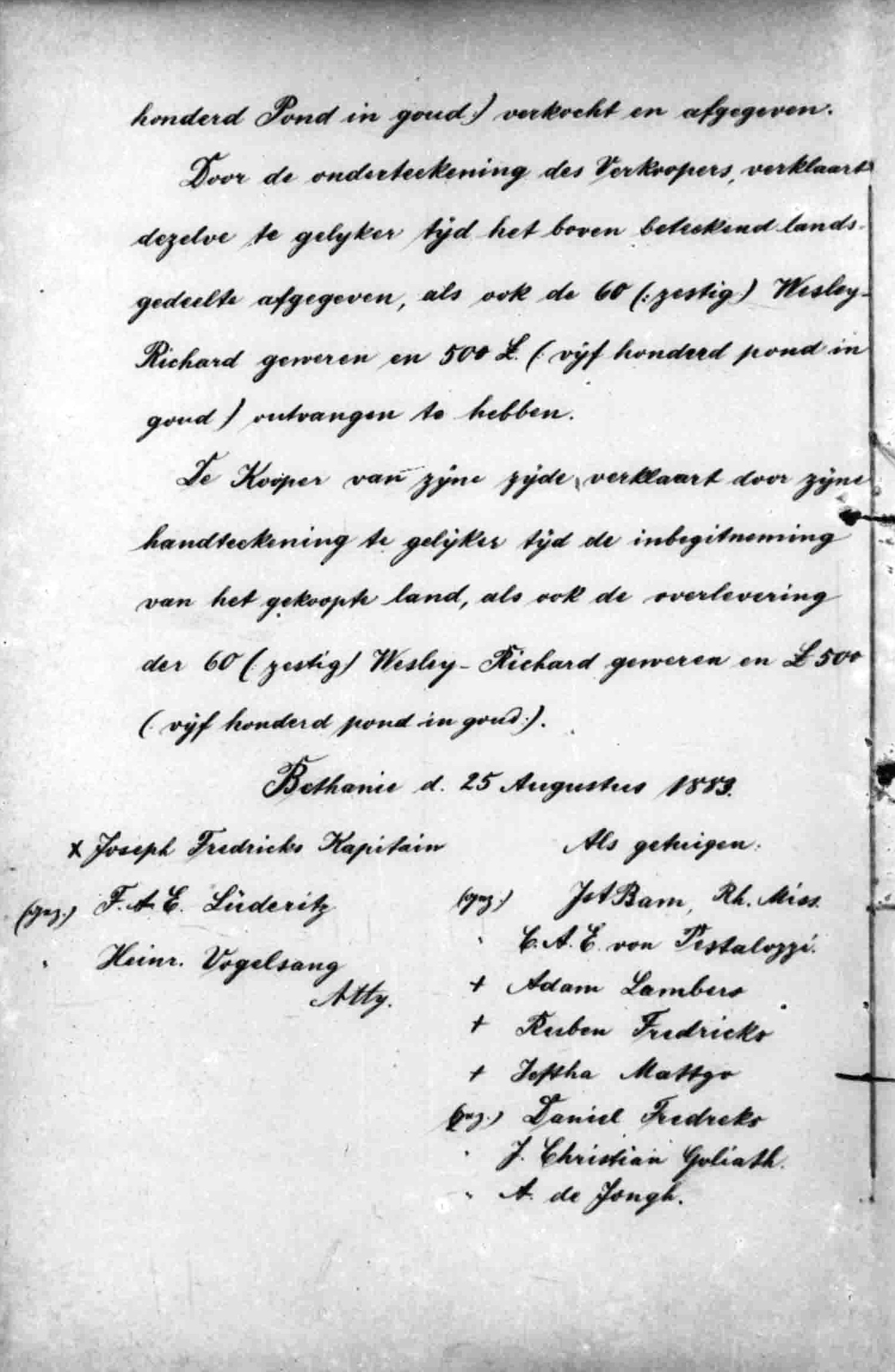
Página 2 do contrato
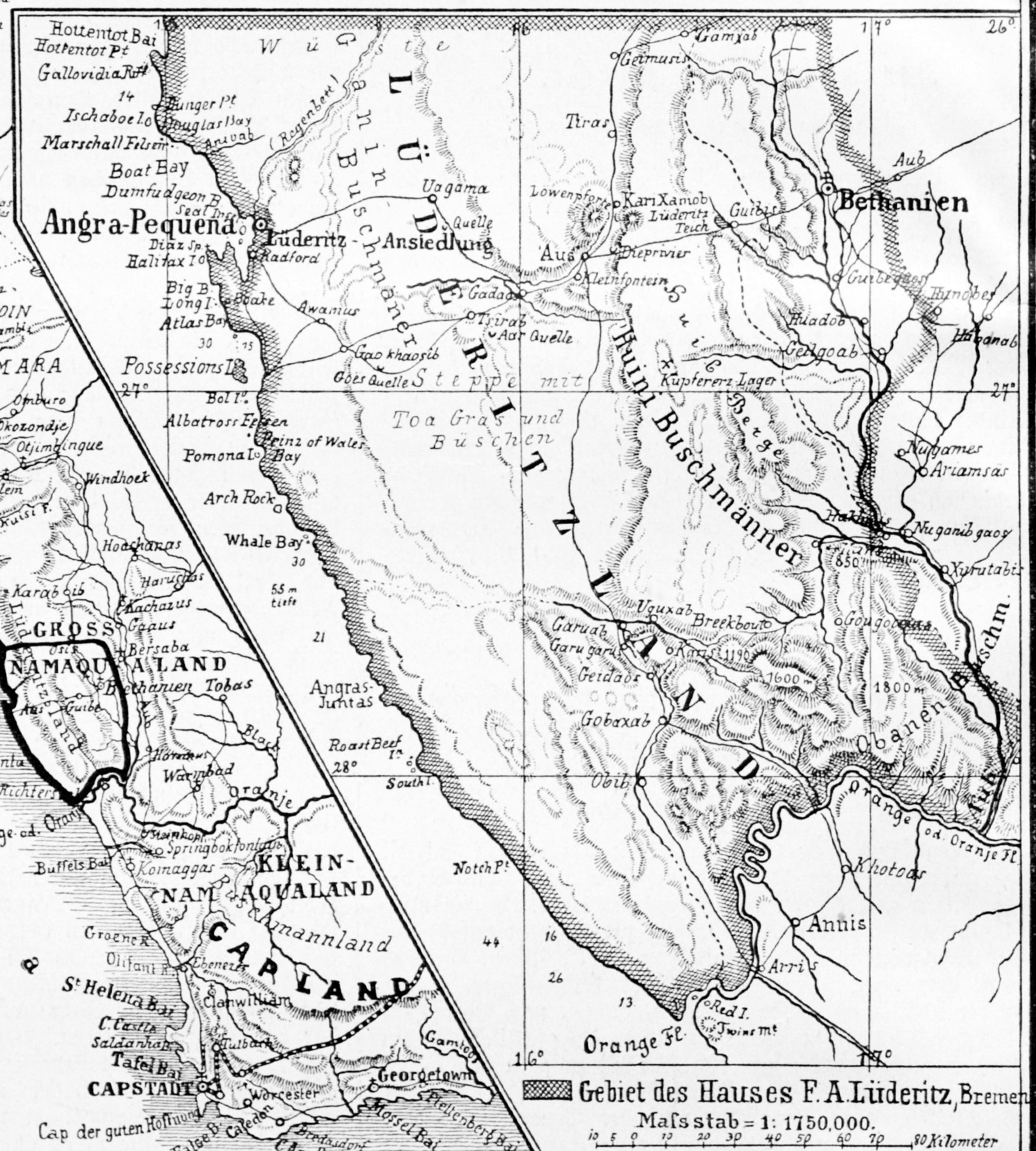
Lüderitzland

 de, hoje parte do Sperrgebiet, era muito maior do que Frederiks havia imaginado. O contrato especificava sua largura como "twintig geograph'sche mylen" (20 milhas geográficas), termo que o chefe tribal não conhecia; uma milha geográfica alemã equivale a 4 minutos de arco (7,4 km), enquanto a milha comum no território era a milha inglesa: 1,6 km. Tanto Lüderitz quanto a testemunha, o missionário renano Johannes Bam, sabiam que o chefe Frederiks não compreendia o termo. Ele só se preocupava com terras férteis, e o litoral do Oceano Atlântico não tinha valor para sua tribo. Quando Frederiks percebeu que havia vendido quase toda a área de sua tribo, reclamou ao governo imperial alemão, mas o cônsul-geral Gustav Nachtigal morreu (1885) durante a viagem de volta à Europa, e a reclamação nunca foi entregue. O contrato duvidoso ficou conhecido como o "Golpe da Milha", e Adolf Lüderitz ganhou o apelido de "Lügenfritz" (fritz mentiroso) entre seus conterrâneos. Em 1887, "até mesmo o Departamento Colonial do Reich duvidava da validade do tratado".
Inicialmente, o Ministério das Relações Exteriores do Império Alemão hesitou em conceder proteção oficial às aquisições de Lüderitz, temendo custos elevados e a vulnerabilidade militar de um império espalhado por vários continentes. Quando as considerações econômicas se tornaram mais favoráveis e em preparação para a eleição federal alemã de 1884, o Chanceler da Alemanha Otto von Bismarck mudou de ideia e passou a questionar repetidamente Londres sobre as intenções britânicas no Sudoeste Africano, onde a Grã-Bretanha já possuía Walvis Bay e várias ilhas no Oceano Atlântico. Havia considerável dúvida se uma colônia alemã seria politicamente aceitável para o Reino Unido. Bismarck não recebeu resposta.

## Morte e legado
Desesperado para encontrar uma fonte de renda com suas vastas aquisições de terra, Lüderitz planejou outra expedição ao Rio Orange em 1886. Desta vez ele mesmo participou, partindo em julho com mais três homens. Transportaram dois pequenos barcos via Aus e Bethanie até Nabasdrift, próximo ao encontro dos rios Fish e Orange, e seguiram rio abaixo em direção ao Oceano Atlântico. O barco em que Lüderitz viajava nunca foi encontrado; a última estadia registrada foi na noite de 21/22 de outubro.
Após sua morte, a Sociedade Colonial Alemã renomeou a baía de Angra Pequena para Lüderitzbucht, em homenagem ao iniciador das reivindicações alemãs no território do Sudoeste Africano. A cidade que se desenvolveu ao redor do porto passou a se chamar Lüderitz.
Em 2013, o presidente da Namíbia, Hifikepunye Pohamba, declarou: "Aceitei a recomendação da 4ª Comissão de Delimitação de que a Circunscrição de Lüderitz seja renomeada para Circunscrição de ǃNamiǂNûs, que era o nome original da área. Isso inclui a atual cidade de Lüderitz". Surgiram debates sobre se isso implicava ou não na mudança de nome da cidade de Lüderitz para ǃNamiǂNûs. A interpretação atual da declaração é de que apenas a circunscrição foi renomeada. A capital, Windhoek, ainda possui uma rua chamada Lüderitzstrasse, sem planos atuais de renomeação. Uma placa comemorativa dedicada a Adolf Lüderitz encontra-se na Ilha dos Tubarões, na baía de Lüderitz.
Na Alemanha, várias ruas levam o nome de Adolf Lüderitz, embora haja constantes apelos por sua renomeação, como em Bremen, Colônia, Munique, e Berlim. Em abril de 2018, Berlim decidiu mudar o nome da rua em Wedding.

Houve também um navio de apoio da Kriegsmarine com seu nome, além de um selo emitido em 1934 pelos Correios do Reich.